# ジャン＝シャルル・コルネ

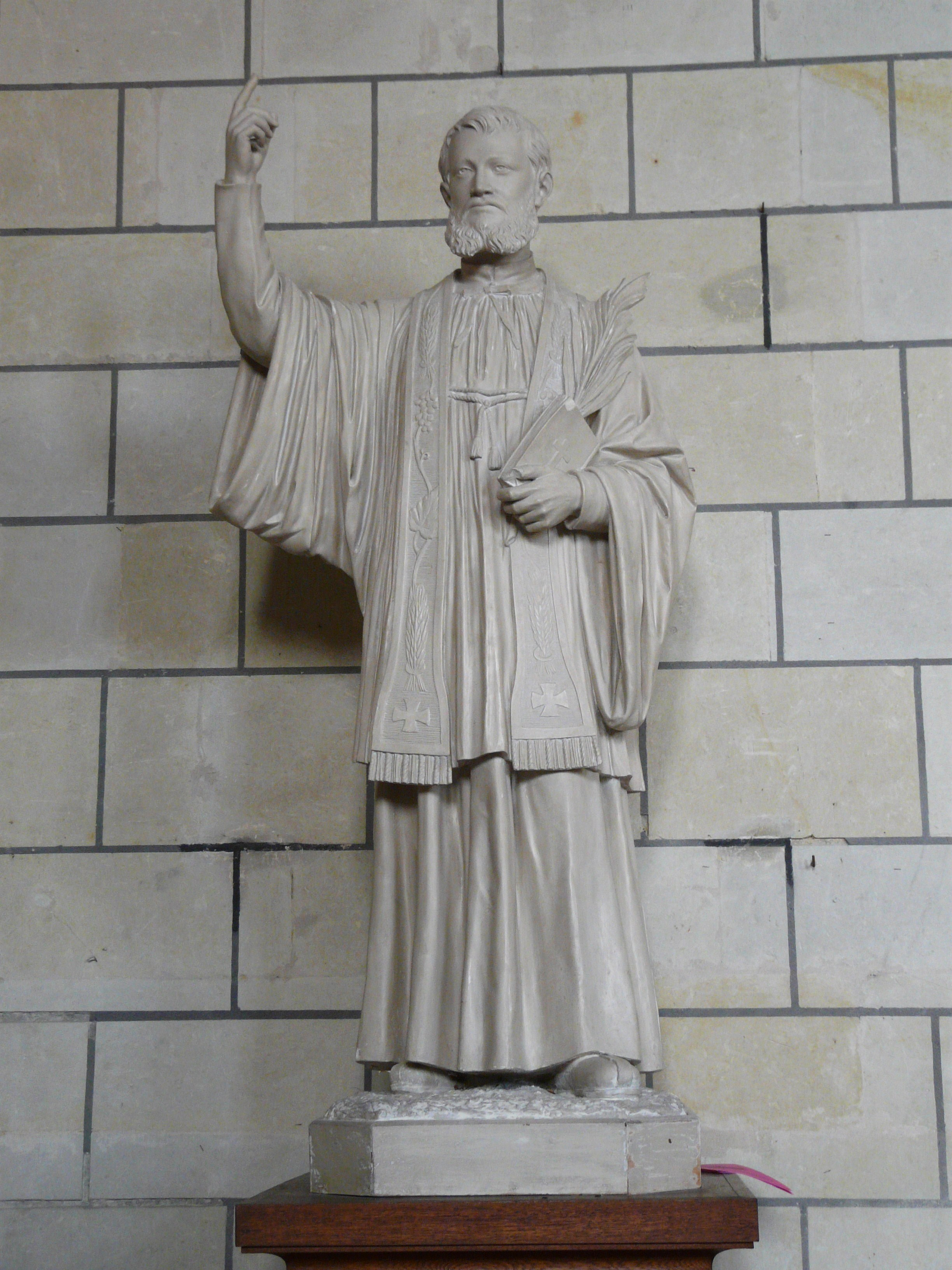
ジャン＝シャルル・コルネの像
ルーダンのサン＝ピエール教会にて

ジャン＝シャルル・コルネ (Jean-Charles Cornay, (1809年2月27日 フランスヴィエンヌ県ルーダンにて生誕 - 1837年9月20日 トンキン(現在のベトナム北部) 、ソンテイにて死去）は、フランス人のカトリック司祭・宣教師かつ殉教者である。
カトリックの聖人としての祝日は9月20日であり、ベトナム殉教者らの祝日としては11月24日である。

## 経歴

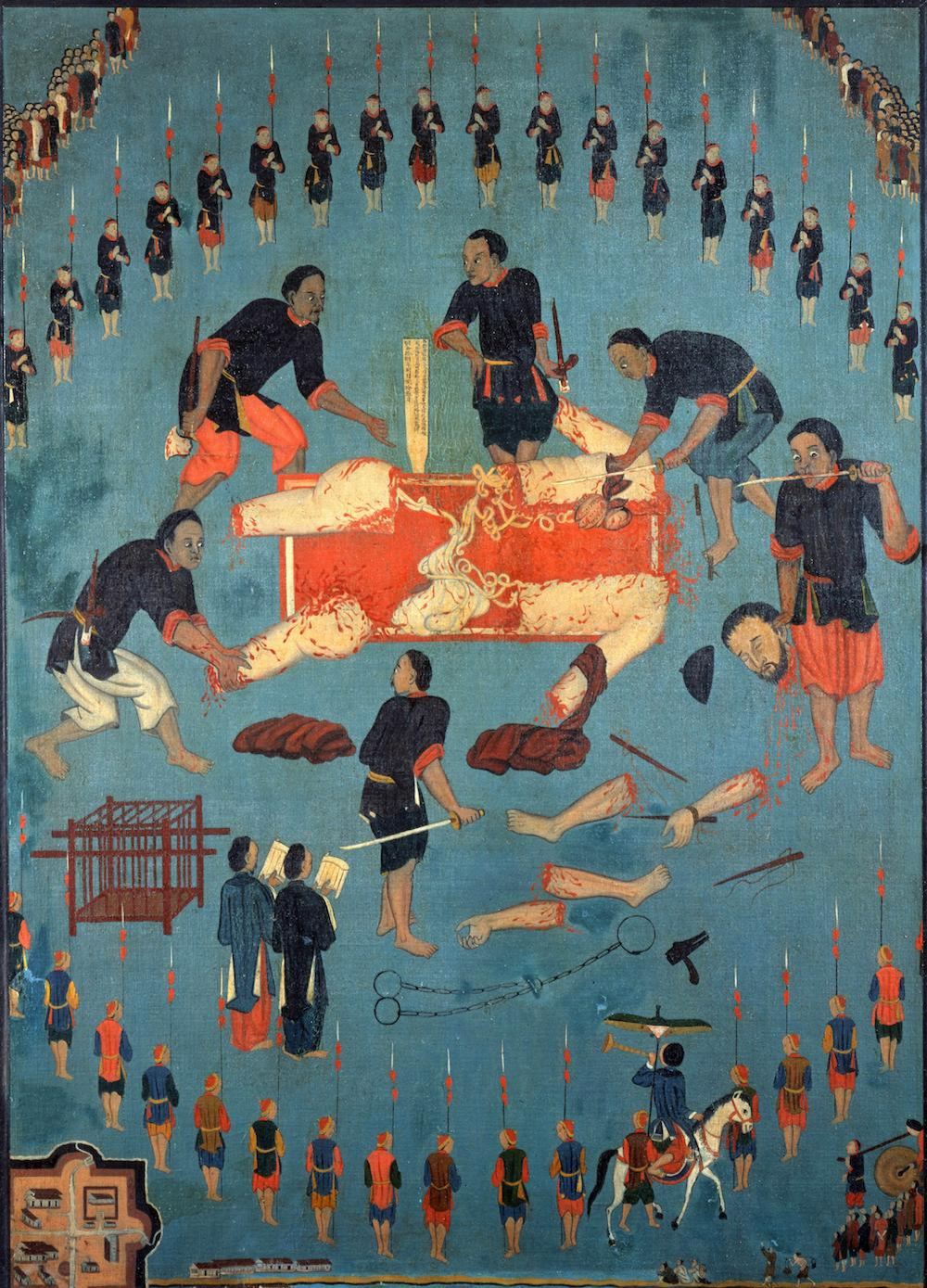
ジャン＝シャルル・コルネの殉教（ベトナム絵画）

ジャン＝バティスト・コルネ（Jean-Baptiste Cornay, 1777年生）とフランソワーズ・マヨー（Françoise Mayaud, 1780年-1857年）の三男であったジャン＝シャルル・コルネには、エリザベト（Élisabeth, 1804年-1871年）、オランプ（Olympe, 1806年-1888年）、ウジェーヌ（Eugène, 1817年-）およびルイーズ（Louise, 1821年-1890年）という、3人の姉妹と1人の弟がいた。両親は子供たちの信仰を成長させた。
ジャン＝シャルルは、1809年3月3日にルーダンのサン＝ピエール＝ドゥ＝マルシェ教会で洗礼を受けた。代父はアンリ・マヨーで、叔母のテレーズ・コルネが代母であった。
ソミュールのサン＝ルイ・コレージュで学び、その後モンモリヨンのイエズス会の小神学校（またはコレージュ）とポワティエの大神学校で学んだ。 謙虚で優しい性格の普通の学生として知られていた。
1828年6月1日にポワティエ大神学校のチャペルで剃髪され、1829年6月14日には同チャペルで下級聖職に叙階され、1830年6月6日にポワティエのサン＝ピエール・エ・サン＝ポール大聖堂で副助祭に叙階された。
副助祭となったコルネはポワティエを離れ、1830年10月13日にパリ外国宣教会神学校に入学した。この召命は両親を驚かせ、宣教師になることを計画していたとき、コルネは両親の抵抗と無理解に遭遇した。
コルネは神の召し出しに応えようと、両親からの忠告に反対しながらも、親孝行な息子として親愛の情を確かめつつ、最初の戦いに挑んだ。
「とにかくパリに行かせてください。少なくとも3年間はパリに滞在します。そこには自分の召命を検討するためのあらゆる施設があり、もし召命が真実であれば、その準備をするためのあらゆる手段が用意されています。« Laisse-moi seulement aller à Paris, j’aurai au moins trois ans à y rester et j’aurai là toutes les facilités d’examiner ma vocation, tous les moyens de m’y préparer si elle est véritable »」
ジャン＝シャルル・コルネはこのように書いて、パリ外国宣教会への主の召命に従うことを許すよう、母親を説得した。
7月革命後の騒擾の時期に、パリ外国宣教会神学校に短期間滞在した際、神学校は暴徒の標的にされた。
「昨日、彼らは私たちの神学校に入り、バック通りのイエズス会に死を記した手形を7、8枚と、署名として短剣を貼りました。« Hier on a pénétré dans notre séminaire et l'on a affiché sept ou huit billets portant Mort aux Jésuites de la rue du Bac, et un poignard comme signature »」
1831年にコルネは助祭に叙階された。同年、彼はフランスを離れ、中国の四川へと向かった。
コルネは他の宣教師の後任として、宣教地に急行した。目的地は海岸から2,000キロ離れた中国の四川であり、6か月の旅の後にマカオに降り立った。彼はトンキンで下船したが、長江を遡って四川に到達させるという目的で迎えに来るはずであった２人の案内人は到着しなかった。ジャン＝シャルル・コルネは1831年、迫害のさなかにトンキンに取り残されたのである。
コルネは3年後の1834年4月26日に、中国人を装って紅河を渡った後、ハノイのジョゼフ・アヴァール (Joseph Havard) 司教により秘密裏に司祭に叙階された。
トンキン経由で中国に到達する望みがなかったので、彼はトンキンにとどまることを選択した。
過酷な宣教活動の中で、彼はいつも穏やかで、陽気でさえあり、ますます不安定になる健康状態、特に眼を患っていたが、彼の信仰には何の影響も与えなかった。
1837年、通報を受けて逮捕された彼は、偽宗派の指導者として反乱を扇動したとして告発され、拘禁された。彼は首にカングーをはめられ、カゴの中に監禁された。彼は拷問に歌で応えた。「50回殴られた後、私は解かれました。刑務所に到着すると、私は聖母への歌であるサルヴェ・レジーナを歌いました。« Après cinquante coups on m'a délié. En arrivant à la prison, j'ai chanté le Salve Regina, le chant à la Vierge »」
明命帝の布告により、彼の体は切り刻まれることになると宣告された。手足を切断され、首が切断され、首は3日間公衆にさらされた後、川に投げ込まれるのである。
1837年9月20日、「四季の斎日」と呼ばれる水曜日に、ハノイからそれほど遠くないソンテイ城塞の近くで、彼の首は切り落とされ、切断された。その後、彼の首は川に投げ込まれた。ジャン＝シャルル・コルネは、あらゆる種類の困難の真っ只中に、そして死に直面してさえも、恐れることなく人々の前で信仰を宣言した。
  「主は忠実な方です。ご自分の約束に対する完全な信頼を私たちに期待しておられます。, "Le Seigneur est fidèle : il attend de nous une confiance totale en ses promesses".」
彼は両親に次のように書き送った。
「この手紙を受け取った親愛なる父、親愛なる母よ、私の死を悲しまないでください。私の旅立ちに同意したことで、あなた方はすでに大部分の犠牲を払っているのです。"Lorsque vous recevrez cette lettre, mon cher père, ma chère mère, ne vous affligez pas de ma mort ; en consentant à mon départ, vous avez déjà fait la plus grande partie du sacrifice"」
彼の遺骨は、Chieu-Ung の聖ジャン＝シャルル・コルネ教会に安置されている。
コルネを模範として、聖テオファン・ヴェナール (1829年-1861年) の召命が決定した。コルネの殉教の記事を読んだ9歳のヴェナールは、「僕もトンキンに行きたい！　僕も殉教者になりたい！ « Et moi aussi je veux aller au Tonkin ! Et moi aussi je veux être martyr !»」と叫んだ。ヴェナールものちにトンキンへと赴き、31歳で殉教することになる。
1840年6月19日に教皇グレゴリオ16世によって尊者に宣言され、1899年7月2日に教皇レオ13世によって殉教者に指定され、1900年5月27日に同レオ13世によって列福され、1988年6月19日に教皇ヨハネ・パウロ2世によって117人のベトナムの殉教者の一人として列聖された （ジャン＝シャルル・コルネの名は、ベトナムのカトリック教会殉教者の公式リストの19番目に記載されている）。
コルネの聖人としての祝日は9月20日であるが、ベトナム殉教者の祝日の11月24日にも記念される。

## 伝記
- Atrin, « Cornay (Jean-Charles) » dans Dictionnaire de biographie française, vol. 9, Paris, 1961 [détail des éditions] , col. 667-8
- Archives archidiocésaines de Poitiers d'après les recherches de David Albert-Brunet.